# Международный женский союз за мир и свободу
«Международный женский союз за мир и свободу» или «Международная женская лига за мир и свободу» (WILPF) — некоммерческая общественная организация, занимающаяся «объединением женщин с различными политическими, философскими и религиозными взглядами, преисполненных решимости изучать и объяснять причины войны и добиваться прочного мира», а также объединением женщин во всем мире, выступающих против угнетения и эксплуатации. WILPF имеет отделения в 37 странах. Штаб-квартира WILPF находится в Женеве и поддерживает отделение Организации Объединённых Наций в Нью-Йорке.

## История
Своим появлением WILPF обязана Международному Женскому Конгрессу против Первой мировой войны. На конгрессе, состоявшемся в Гааге, Нидерланды, в 1915 году был основан Международный Женский комитет вечного мира. Название WILPF было выбрано в 1919 году. Первый Президент WILPF, Джейн Аддамс, ранее основавшая Женскую Партию Мира в Соединенных Штатах, которая в январе 1915 года стала американским отделением WILPF. Наряду с Джейн Аддамс, другими учредителями были Мэриан Криппс, Маргарет Э. Дунган. С 1920 года штаб-квартира американского отделения WILPF находилась в Нью-Йорке. Мэриан Криппс, баронесса Пармур, позже стала президентом британского отделения.
«Международная женская лига за мир и свободу» выступает против войн и международных конфликтов. Основными моментами деятельности лиги были: открытое письмо генеральному секретарю ООН с просьбой официально прекратить Корейскую войну, заявление о вооружении и введение Международного дня за полную ликвидацию ядерного оружия, женщин-правозащитников и против гендерного насилия.

### Женская партия мира (США)
Предшественница «Международной женской лиги за мир и свободу», Женская партия мира (WPP) была создана в январе 1915 года в Вашингтоне (округ Колумбия) на встрече, созванной Джейн Аддамс и Кэрри Чапмен Кэтт. Примерно 3000 женщин-участниц одобрили платформу, призывающую к расширению избирательного права для женщин и проведению конференции нейтральных стран с целью постоянного посредничества в качестве способа прекращения войны. WPP направила своих представителей на последующий Международный Женский Конгресс за мир и свободу, проходивший в Гааге с 28 по 30 апреля 1915 года.

### Международный женский конгресс (Гаага, 1915)
Международный женский конгресс 1915 года был организован немецкой феминисткой Анитой Аугспург, первой женщиной-юристом Германии, и Лидой Густавой Хейманн (1868—1943), по приглашению голландской пацифистки, феминистки и суфражистки Алетты Якобс, чтобы выразить протест против войны, бушевавшей тогда в Европе, и предложить пути предотвращения войны в будущем. Конгресс открылся 28 апреля, завершился 1 Мая, и в нём приняли участие 1136 участников из нейтральных и воюющих стран. Участники приняли большую часть платформы WPP и учредили Международный Комитет женщин за постоянный мир (ICWPP) с Джейн Аддамс в качестве президента. WPP вскоре стала американским отделением ICWPP.

### Второй Международный женский конгресс за мир и свободу, Цюрих, 1919
Джейн Аддамс встретилась с президентом Вудро Вильсоном и, как говорят, выработала некоторые общие позиции по вопросам мира. Однако на своем Втором Международном конгрессе, состоявшемся в Цюрихе в 1919 году, ICWPP осудила окончательные условия мирного договора, положившего конец Первой мировой войне. Многие присутствовавшие посчитали его планом мести победителей над побежденными, который посеет семена ещё одной мировой войны. Они решили сделать свой комитет постоянным и переименовали его в «Международную женскую Лигу за мир и свободу». WILPF переместила свою штаб-квартиру в Женеву, чтобы быть рядом с предполагаемым местом расположения Лиги Наций, хотя WILPF не поддержала предоставление этой организации права проводить продовольственные блокады или использовать военное давление для обеспечения выполнения своих резолюций. Лига призвала к международному разоружению и прекращению экономического империализма. Американское отделение WILPF выросло в признании в послевоенное время, несмотря на некоторые нападки на организацию как «непатриотичную» во время Первой Красной угрозы. WILPF поддерживал такие договоры, как Вашингтонское морское соглашение (1922) и Пакт Бриана — Келлога, рассматривая их как ступени к мирному мировому порядку.
В течение 1930-х годов Вера Бриттен была вице-президентом WILPF.
До начала Второй мировой войны Лига также поддерживала меры по оказанию помощи еврейской общине Европы.
Хотя членство в WILPF, было ограничено лишь женщинами, несколько активистов-мужчин внесли свой вклад в организацию встреч и публикации WIPLF, включая Барта де Лигта и Дж. Д. Бернала.
Два лидера WILPF получили Нобелевскую премию мира за свои усилия в укреплении мира и международное мировоззрение: Джейн Аддамс в 1931 году и Эмили Грин Болч в 1946 году.

### WILPF и Организация Объединённых наций
С 1948 года WILPF имеет консультативный статус в Экономическом и Социальном Совете ООН и имеет специальные консультативные отношения с учреждением Организации Объединённых Наций по вопросам образования, науки и культуры (ЮНЕСКО) и Конференцией Организации Объединённых Наций по торговле и развитию (ЮНКТАД), а также особые отношения с Международной организацией труда (МОТ), Продовольственной и сельскохозяйственной организацией (ФАО), Детским фондом Организации Объединённых Наций (ЮНИСЕФ) и другими организациями и учреждениями ООН. WILPF выступает и лоббирует демократизацию ООН, Совета Безопасности и всех других организаций и учреждений ООН; контролирует деятельность Совета Безопасности и Генеральной Ассамблеи в целях содействия реформам; выступает против приватизации и корпоратизации ООН, особенно глобального договора с корпорациями; и выступает за отмену вето Совета Безопасности.

## WILPF сегодня

### Миссия и взгляд
Область работы:
- Формирование изменений
- Переосмысление безопасности
- Использование феминистских взглядов на мир
- Содействие социально-экономической справедливости[15]

Проблемы широкого профиля:
- Глобальные программы
- Программа защиты прав человека
- Программа «Женщины, мир и безопасность»
- Программа разоружения
- Программа антикризисного реагирования[16]

### Знаменитые члены организации
Джейн Аддамс, Алетта Якобс, Элис Уокер, Коретта Скотт Кинг, Маделейн Реес, Корнелия Рамондт-Хиршманн, Сельма Мейер, Бренди Джованни Робинсон, Маргарет Хиллс, Шина Иноуэ Кан и Эмили Грин Болч.

## Конгрессы и резолюции
Документы, посвященные международной деятельности WILPF, хранятся в Колорадском университете. Среди них содержатся и доклады съездов.
1. Гаага, 1915
2. Цюрих, 1919
3. Вена, 1921
4. Вшингтон, 1924
5. Дублин, 1926
6. Прага, 1929
7. Гренобль, 1932
8. Цюрих, 1934
9. Лугачовице, 1937
10. Люксембург, 1946
11. Копенгаген, 1949
12. Париж, 1953
13. Бирмингем, 1956
14. Стокгольм, 1959
15. Асиломар, 1962
16. Гаага, 1966
17. Нюборг, 1968
18. Нью-Дели, 1971
19. Бирмингем, 1974
20. Токио, 1977
21. Хамден, 1980
22. Гётеборг, 1983
23. Зейст, 1986
24. Сидней, 1989
25. Санта-Крус-де-ла-Сьерра, 1992
26. Хельсинки, 1995
27. Балтимор, 1998
28. Женева, 2001[20]
29. Гётеборг, 2004
30. Санта-Крус-де-ла-Сьерра, 2007[20]
31. Сан-Хосе, Коста-Рика, 2011* 32: Гаага, 2015